# 1992 în științifico-fantastic
- 1991 în științifico-fantastic — 1992 în științifico-fantastic — 1993 în științifico-fantastic

1992 în științifico-fantastic a implicat o serie de evenimente:
- A apărut primul număr al săptămânalului Jurnalul SF. Acesta a fost, probabil, potrivit etichetei de pe prima pagină, singurul săptămânal SF din lume.[1]

## Nașteri și decese

### Decese
- Isaac Asimov (n. 1920)
- Klaus Beuchler (n. 1926)
- Reginald Bretnor (n. 1911)
- Angela Carter (n. 1940)
- Paul Corey (n. 1903)
- Diane Detzer (n. 1930)
- Ferenc Karinthy (n. 1921)
- Fritz Leiber (n. 1910)
- Alan E. Nourse (n. 1928)
- Jack Sharkey (n. 1931)
- Dwight V. Swain (n. 1915)
- Jan Gerhard Toonder (n. 1914)
- Nick Boddie Williams (n. 1906)

## Cărți

### Romane
- Amintirea Pământului de Orson Scott Card
- Băiețelul cel urât de Robert Silverberg
- Foc în adânc de Vernor Vinge
- Carantina de Greg Egan
- Chemarea Pământului de Orson Scott Card
- Jazzonia de Ovidiu Bufnilă
- Jocul lui Gerald de Stephen King
- Kingdoms of the Wall de Robert Silverberg
- Meridian de Eric Brown
- Snow Crash de Neal Stephenson
- Zei mărunți de Terry Pratchett
- Ziua furnicilor de Bernard Werber

### Colecții de povestiri
- Cât de mic poate fi infernul? de George Anania și Romulus Bărbulescu
- Tales of Riverworld, antologie editată de Philip Jose Farmer
- Year's Best Fantasy and Horror

### Povestiri
- "Danny Goes to Mars" de Pamela Sargent
- "Even the Queen" de Connie Willis
- "The Space Traders" de Derrick Bell

## Filme
| Titlu                       | Regizor                  | Distribuție                                                     | Țara                                                                               | Sub-Gen /Note     |
| --------------------------- | ------------------------ | --------------------------------------------------------------- | ---------------------------------------------------------------------------------- | ----------------- |
| Alien 3                     | David Fincher            | Sigourney Weaver, Charles S. Dutton, Charles Dance, Paul McGann | Statele Unite ale Americii                                                         |                   |
| Bad Channels                | Ted Nicolaou             | Melissa Behr, Alex Bookston, Michael Caldwell                   | Statele Unite ale Americii                                                         |                   |
| Freejack                    | Geoff Murphy             | Emilio Estevez, Mick Jagger, Anthony Hopkins, Rene Russo        | Statele Unite ale Americii                                                         |                   |
| Godzilla vs. Mothra         | Takao Okawara            | Tetsuya Bessho, Satomi Kobayashi                                | Japonia                                                                            |                   |
| Honey, I Blew Up the Kid    | Randal Kleiser           | Rick Moranis, Marcia Strassman, Lloyd Bridges                   | Statele Unite ale Americii                                                         |                   |
| The Lawnmower Man           | Brett Leonard            | Jeff Fahey, Pierce Brosnan, Jenny Wright                        | Regatul Unit al Marii Britanii și al Irlandei de Nord · Statele Unite ale Americii |                   |
| The Lost World              | Timothy Bond             | John Rhys-Davies, Eric McCormack, David Warner, Tamara Gorski   | Statele Unite ale Americii                                                         |                   |
| Memoirs of an Invisible Man | John Carpenter           | Chevy Chase, Daryl Hannah                                       | Statele Unite ale Americii                                                         |                   |
| Mindwarp                    | Steve Barnett            | Marta Alicia, Angus Scrimm, Bruce Campbell                      | Statele Unite ale Americii                                                         | [ 3 ] [ 4 ] [ 5 ] |
| Mom and Dad Save the World  | Greg Beeman              | Jon Lovitz, Teri Garr, Jeffrey Jones                            | Statele Unite ale Americii                                                         | [ 6 ]             |
| Neon City                   | Monte Markham            | Michael Ironside, Vanity, Lyle Alzado, Nick Klar                | Statele Unite ale Americii                                                         | [ 7 ]             |
| Prototype X29A              | Phillip J. Roth          | Brenda Swanson, Robert Tossberg                                 | Statele Unite ale Americii                                                         | [ 8 ]             |
| Seedpeople                  | Peter Manoogian          | Sam Hennings, Andrea Roth, Dane Witherspoon, David Dunard       | Statele Unite ale Americii                                                         | [ 9 ]             |
| Split Second                | Tony Maylam              | Rutger Hauer, Kim Cattrall, Neil Duncan                         | Regatul Unit al Marii Britanii și al Irlandei de Nord · Statele Unite ale Americii |                   |
| Tetsuo II: Body Hammer      | Shinya Tsukamoto         | Tomoroh Taguchi, Shinya Tsukamoto                               | Japonia                                                                            |                   |
| Ultracop 2000               |                          | Ricky Davao, Monsour Del Rosario, Yukari Ôshima                 | Hong Kong                                                                          | [ 10 ]            |
| Universal Soldier           | Roland Emmerich          | Jean-Claude Van Damme, Dolph Lundgren, Ally Walker              | Statele Unite ale Americii                                                         |                   |
| The Wicked City             | Peter Mak, Yuen Woo Ping | Jacky Cheung, Leon Lai, Tatsuya Nakadai                         | Hong Kong                                                                          |                   |
|                             |                          |                                                                 |                                                                                    |                   |

## Premii

### Premiul Hugo
Premiile Hugo decernate la Worldcon pentru cele mai bune lucrări apărute în anul precedent:
- Premiul Hugo pentru cel mai bun roman: Barrayar de Lois McMaster Bujold
- Premiul Hugo pentru cea mai bună povestire:  „O plimbare prin Soare” de Geoffrey A. Landis
- Premiul Hugo pentru cea mai bună prezentare dramatică:
- Premiul Hugo pentru cea mai bună revistă profesionistă:
- Premiul Hugo pentru cel mai bun fanzin:

### Premiul Nebula
Premiile Nebula acordate de Science Fiction and Fantasy Writers of America pentru cele mai bune lucrări apărute în anul precedent:
- Premiul Nebula pentru cel mai bun roman: Cartea Judecății de Apoi de Connie Willis
- Premiul Nebula pentru cea mai bună nuvelă:
- Premiul Nebula pentru cea mai bună povestire:

### Premiul Saturn
Premiile Saturn sunt acordate de Academy of Science Fiction, Fantasy and Horror Films:
- Premiul Saturn pentru cel mai bun film științifico-fantastic: Star Trek VI: Tărâmul nedescoperit, regizat de Nicholas Meyer